# ریاضیات مالی
 ریاضیات مالی شاخه‌ای از ریاضیات کاربردی و مرتبط با بازارهای مالی است. موضوع آن رابطه نزدیکی با مبانی اقتصاد مالی دارد که با بسیاری از تئوری‌ها در ارتباط است. ریاضیات مالی، مدل‌های ریاضی و عددی ای را که اقتصاد مالی پیشنهاد داده، توسعه می‌دهد. برای نمونه، درحالی‌که یک اقتصاددان مالی بر روی دلایل ساختاری قیمت سهام یک شرکت مطالعه می‌کند، یک ریاضیدان مالی قیمت سهام را به عنوان داده می‌گیرد و سعی می‌کند با استفاده از حسابان تصادفی (stochastic calculus) ارزش واقعی مشتقات آن سهام را بدست آورد. ریاضیات مالی همپوشانی زیادی با رشته مهندسی مالی دارد.